# 나카가와 히데코
나카가와 히데코(中川秀子, 한국명 중천수자, 1967년 9월 17일 ~ )은 대한민국의 요리연구가이자 요리에세이스트이다. 일본 태생의 귀화 한국인이다. 서울 서대문구 연희동 자택에서 요리 교실 '구르메 레브쿠헨(Gourmet Lebkuchen)'을 운영하며, 스페인을 비롯한 지중해 요리와 일본 요리, 술안주 요리, 와인 페어링, 오마카세 등 다양한 요리수업을 하고 있다.

## 학력
레이타쿠 대학교 독일어학과 졸업
연세대학교 대학원 국어국문학과 수료

## 가족관계
아버지는 일본의 임페리얼 호텔 프랑스 레스토랑 셰프였으며, 일본 서양 요리계의 대부라 불리는 무라카미 노부오를 사사했다.
무라카미 노부오 셰프에 대해 작가 무라카미 하루키는 에세이 <샐러드를 좋아하는 사자 サラダ好きのライオン: 村上ラヂオ３>에서 '내 오믈렛 스승'이라 칭하기도 했다.
어머니는 플로리스트였다.

## 내력
어린 시절은 아버지가 서독 주재 대사관의 셰프로 임명되면서, 독일에서 보냈다.
20대 중반 이후 스페인 바르셀로나에서 지냈다.
1994년에 한국에 왔다. 대학에서 일본어 강사로 일하며 3년간 황혜성 선생의 '궁중 음식 연구원'에서 한국 요리를 배웠다.

## 저서
- 《아버지의 레시피: 딸에게만 알려주고 싶었던 비밀》
- 《히데코의 일본요리교실》
- 《히데코의 연희동 요리 교실》
- 《지중해 샐러드》
- 《지중해 요리》
- 《맛보다 이야기》
- 《셰프의 딸》
- 《나를 조금 바꾼다》
- 《히데코의 사계절 술안주 춘 와인편》
- 《히데코의 사계절 술안주 하 맥주편》
- 《히데코의 사계절 술안주 추 사케편》
- 《히데코의 사계절 술안주 동 위스키편》
- 《모두의 카레》